# Myripristis formosa
Myripristis formosa is een  straalvinnige vissensoort uit de familie van eekhoorn- en soldatenvissen (Holocentridae). De wetenschappelijke naam van de soort is voor het eerst geldig gepubliceerd in 1996 door Randall & Greenfield.
De soort staat op de Rode Lijst van de IUCN als Onzeker, beoordelingsjaar 2009.